# Lübecker Frieden

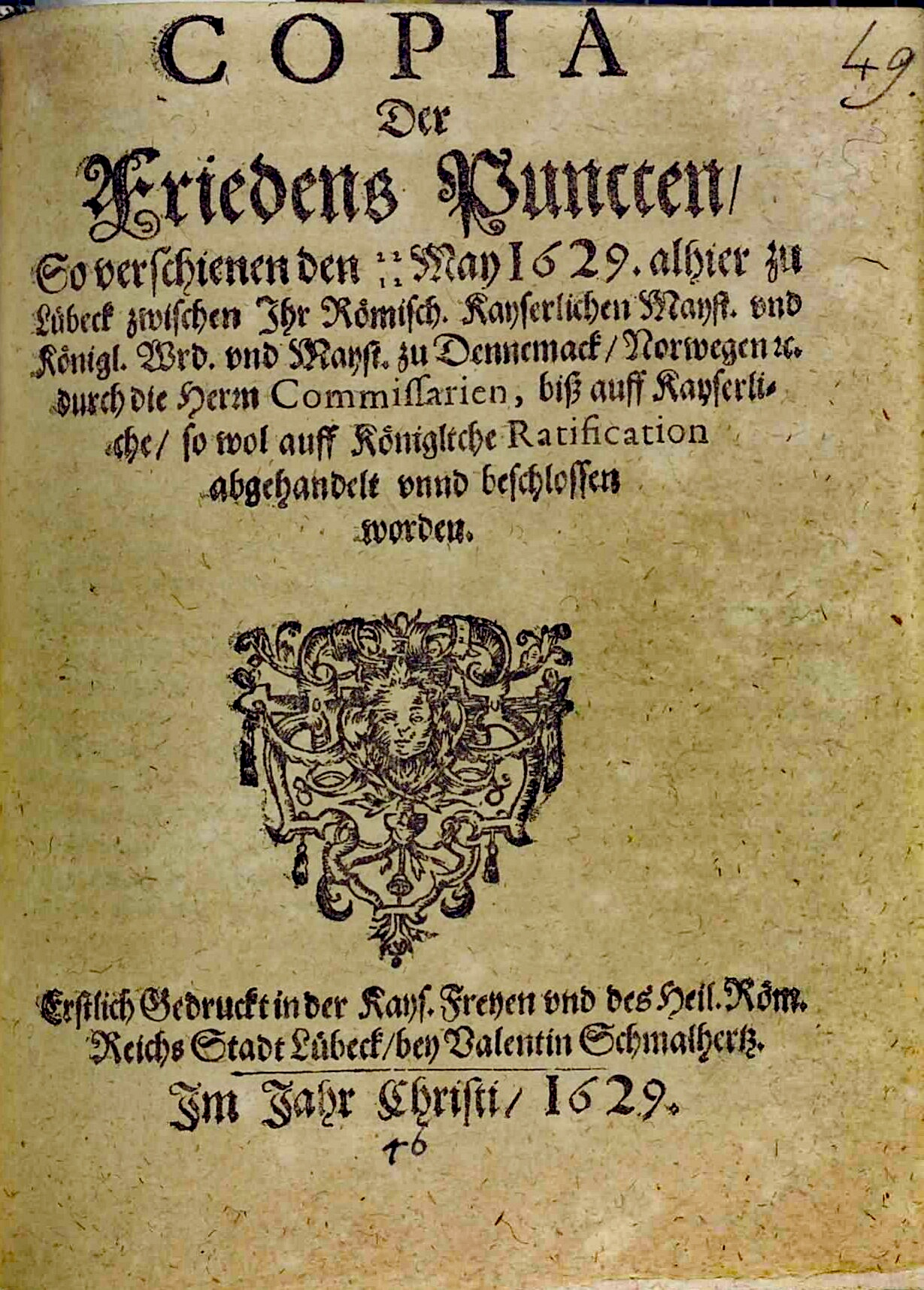
Titelblatt eines Druckes mit dem Inhalt des Lübecker Friedens

Lübecker Frieden, oder Frieden von Lübeck, war ein Friedensschluss, der im Verlauf des Dreißigjährigen Krieges zwischen dem Heiligen Römischen Reich und Dänemark am 12. Maijul. / 22. Mai 1629greg. in Lübeck geschlossen wurde. 

## Vorgeschichte
Vorausgegangen war dem Frieden die Mobilisierung von Truppen unter König Christian IV. von Dänemark und Norwegen, der als Herzog von Holstein und Oberster des Niedersächsischen Reichskreises versuchte, seine Vormacht in Norddeutschland auszubauen. Neben seinen territorialen Ambitionen führte er auch religiöse Interessen auf, um die Hilfe der protestantischen Fürsten zu erhalten. 
Im Frühjahr 1625 erhielt er die benötigten Truppen und marschierte in Sachsen ein, wobei er auch nur auf relativ geringen Widerstand stieß. Erst nach einem Jahr stieß Christian auf nennenswerte Gegenwehr. Wallenstein hatte aus eigenen Mitteln ein großes Söldnerheer für den römisch-deutschen Kaiser Ferdinand II. aufgestellt und wurde zum Oberbefehlshaber aller kaiserlichen Truppen ernannt. Zusammen mit dem Heer der Katholischen Liga unter Tilly gelang es ihm, die dänischen Truppen aus dem Norden des Reiches zu verdrängen. Wallenstein hatte am 25. April 1626 in der Schlacht bei Dessau seinen ersten Sieg erringen können und Tilly schlug das Heer König Christians IV. am 27. August 1626 in der Schlacht bei Lutter nahe Lutter am Barenberge. Die Heere schlossen sich daraufhin zusammen, eroberten den gesamten Norden des Reiches und drangen bis nach Dänemark vor. König Christian IV. musste fliehen, versuchte im Jahr 1628 durch Angriffe auf die norddeutsche Küste seine Niederlage abzuwenden und willigte schließlich Anfang 1629 in Friedensverhandlungen ein.

## Vertragsbedingungen
Am 22. Mai 1629 unterzeichnete König Christian IV. den Frieden von Lübeck. Im Friedensvertrag wurden in fünf Punkten folgende Festlegungen getroffen:
- Der dänische König mischt sich in Angelegenheiten des Reiches nur ein, soweit sie ihn als Herzog von Holstein und als Reichsfürst betreffen. Zukünftige Streitigkeiten sollen friedlich durch Verhandlungen oder mit Hilfe eines Schiedsrichters beigelegt werden.
- Beide Seiten verzichten auf Schadensersatz, und auch niemandem sonst im Reich ist es gestattet, solche Ansprüche an den dänischen König zu stellen. Ebenso stellt der dänische König keine Ansprüche gegen irgendjemanden im Reich. Der König von Dänemark erhält ohne Zahlungen die besetzten dänischen Lande und die ihm zu Lehen gegebenen Herzogtümer und Fürstentümer in Norddeutschland zurück. Die kaiserlichen Truppen ziehen unverzüglich aus diesen ab.
- Die Gefangenen beider Seiten sind unverzüglich freizulassen.
- Die Kronen von Spanien, Polen, die Infantin zu Brüssel, das gesamte Haus Österreich, die Kurfürsten und sonstigen Stände des Reiches sowie die Kronen von England, Frankreich und Schweden und die Generalstaaten der Niederlande sollen Vertragsparteien des Friedens sein.
- Verschiedene Inseln in der Ost- und Nordsee werden dem Fürstentum Schleswig-Holstein-Gottorf zurückgegeben und die Truppen auf diesen Inseln abgezogen.

Das Königreich Dänemark schied damit aus dem Dreißigjährigen Krieg aus.

## Folgen
Der Friede von Lübeck ist der maßvollste Vertrag des Dreißigjährigen Krieges. Hellmut Diwald nennt ihn sogar die einzige staatsmännische Leistung, zu der es diese Epoche gebracht hat. Christian wurde unerschütterlicher Parteigänger des Kaisers und griff 1643 sogar auf dessen Seite in den Krieg gegen Frankreich und Schweden ein.
Der Friedensvertrag rief im Reich diverse Reaktionen hervor. Wallenstein, der mit Tilly von Ferdinand II. für die Friedensverhandlungen bevollmächtigt worden war, schockierte das Umfeld im Reich, da niemand mit den verhältnismäßig milden Friedensbedingungen gerechnet hatte. Sein größter Feind im Reich, Maximilian I., hatte hierbei die größten Bedenken. Er hatte im ganzen Verlauf des Krieges schon beobachtet, wie Wallenstein durch sein Heer an Einfluss gewann, und sorgte sich nun, „daß der Herzog von Friedland kain anders dissegni habe, als die catholische union entweders ganz und totaliter oder doch vast merklichs zue disarmieren.“ Er hatte insofern Recht, als Wallenstein aus dem Niedersächsisch-Dänischen Krieg als Einziger mit territorialem Zuwachs, dem Herzogtum Mecklenburg, hervorging. Die Herzöge Adolf Friedrich I. und Johann Albrecht II. und ihre Familien mussten Mecklenburg von Mai 1628 bis Mai 1631 „per amor o per forza“ verlassen.
Der Sieg der kaiserlich-ligistischen Truppen über den dänischen König und dessen protestantische Verbündete im Reich schuf die Grundlage für das Restitutionsedikt. Dieses erließ Ferdinand II. am 6. März 1629 und ordnete an, dass die säkularisierten Gebiete des Reiches, die an protestantische Reichsfürsten gefallen waren, an die geistlichen katholischen Fürsten zurückzugeben seien.